# ヴァルター・ベンヤミン
ヴァルター・ベンディクス・シェーンフリース・ベンヤミン（Walter Bendix Schoenflies Benjamin、['valtɐ 'bεnjami:n]、1892年7月15日 - 1940年9月26日）は、ドイツの文芸批評家、哲学者、思想家、翻訳家、社会批評家。
第二次世界大戦中、ナチスの追っ手から逃亡中ピレネーの山中で服毒自殺を遂げたとされてきたが、近年暗殺説もあらわれ、いまだ真相は不明。ハンナ・アーレントは、彼を「homme de lettres（オム・ド・レットル／文の人）」と呼んだ。

## 概要
ベルリンの裕福なユダヤ人家庭に生まれ、幸福な少年時代を送る。
エッセイのかたちを採った自由闊達なエスプリの豊かさと文化史、精神史に通暁した思索の深さ、20・21世紀の都市と人々の有り様を冷徹に予見したような分析で知られる。
マルセル・プルーストとシャルル・ボードレールのドイツ語訳がある。またベルトルト・ブレヒトを高く評価した。

### 略年譜
- 1892年、エミール・ベンヤミンとパウリーネ（旧姓シェーンフリース）の長男としてベルリンに生まれる。
- 1912年、フライブルク大学に入学。
- 1913年、ベルリン大学に移籍。
- 1915年、ゲルショム・ショーレムと知り合う。ミュンヘン大学へ移籍する。
- 1916年、「言語一般および人間の言語について」を執筆。
- 1917年、ドーラ・ゾフィー・ケルナーと結婚。スイスへ移住し、ベルン大学へ移籍。
- 1918年、長男シュテファン生まれる。エルンスト・ブロッホと知り合う。
- 1919年、学位論文「ドイツーロマン主義における芸術批評の概念」によってベルン大学より博士号を受ける。
- 1920年、ベルリンに戻り「ドイツーロマン主義の芸術批評の概念」を刊行。
- 1921年、クレーの版画「新しい天使」を入手。「暴力批判論」を発表。「翻訳者の使命」を執筆。
- 1922年、「ゲーテの「親和力」について」を執筆。
- 1923年、アドルノ、クラカウアーと知り合う。ボードレールの詩集「巴里風景」の翻訳を出版。
- 1924年、カプリ島に滞在中、アーシャ・ラツィスと知り合う。「ドイツ悲劇の根源」を執筆。「ゲーテの「親和力」について」を発表。
- 1925年、「ドイツ悲劇の根源」を教授資格申請論文として、フランクフルト大学に提出するが拒否される。秋にスペインとイタリアを旅行し、ラトビアのリガでアーシャ・ラツィスに再会。プルーストの「失われた時を求めて」の翻訳を始める
- 1926年、パリに旅行する。「一方通行路」の一部を執筆。父、死去する。マルセイユに旅行。モスクワに旅行し、アーシャ・ラツィスに会う。
- 1927年、プルースト「花咲く乙女たちのかげに」の翻訳を出版。パリに旅行しパサージュの研究を始める。
- 1928年、「ドイツ悲劇の根源」「一方通行路」を出版。ショーレムよりエルサレム大学に招聘される。年末からアーシャ・ラツィスと同棲する。
- 1929年、妻ドーラとの離婚訴訟を始める。ブレヒトと知り合う。
  - 1929年と1932年に少年少女向けのラジオ番組に出演した。
- 1930年、年頭、パリ滞在。3月離婚が成立する。8月、北極圏旅行。11月母、死去する。ヘッセルとの共訳でプルースト「失われた時を求めてゲルマントの方へ」刊行。
- 1931年、「カール・クラウス」「写真小史」「破壊的性格」等を発表。
- 1932年、2月、3月にフランクフルト放送局で、放送劇が放送される。4月から7月ごろまで、イビサ島に滞在。ひきつづきイタリア旅行。
- 1933年、3月中旬、ナチスの政権掌握によりパリへ亡命。社会学研究所の紀要に執筆協力を開始。4月から半年ほど、イビサ島に滞在。10月、パリへ戻る。
- 1934年、「生産者としての作家」について講演。6月から10月、デンマークのフュン島スヴェンボルのブレヒトのもとに滞在。11月から翌年4月までイタリアのサン・レモに住む元妻ドーラのもとに滞在。
- 1935年、4月、パリに戻る。5月、「パリー19世紀の首都」。10月、「複製技術時代における芸術作品」。
- 1936年、スイスで「ドイツの人びと」刊行（デートレフ・ホルツ名義で）。7月から9月、スヴェンボル滞在。
- 1937年、7月から8月までサン・レモ滞在。年末から翌年頭までサン・レモ滞在。「エードゥアルト・フックスー収集家と歴史家」など発表。
- 1938年、6月から10月までスヴェンボルに滞在。「ボードレールにおける第二帝政期のパリ」を書き上げる。
- 1939年、大戦間際だというのにパリに留まり続ける。「叙事詩的演劇とはなにか」「ブレヒトの詩への注釈」「ボードレールのいくつかのモティーフについて」など。9月から11月、開戦にともない敵国人であるベンヤミンはヌヴェール郊外の収容所に入れられる。
- 1940年、春、「歴史の概念について」執筆。パリ陥落直前に逃れてルルドへ向かう。8月はじめ非占領地域のマルセイユへ移る。アメリカへの渡航を企てるも出国ビザが下りず、非合法に徒歩でスペインへ入ろうとする。9月26日、スペインに入国しようとするが、ポルボウで入国を拒否され、大量のモルヒネを飲んで自殺を計り、翌日死去する。

## 代表作品

### 『複製技術時代の芸術』
成立（1936年-1939年?） 
初版は1936年に社会学研究所の紀要として『社会研究時報』に掲載された。初版はフランス語に訳出される際、訳者によって修正および若干の構成変更が入っている。その後『複製技術時代の芸術』はドイツ語で出版されるが、最終的にこの著作は1936年から1939年まで、つまりベンヤミンがスペインで自殺を遂げる前年まで、本人は書き直していた。なお、本書は出版されているものの中でも幾つか版があり、内容もそれぞれによって大きく異なっている。
この著作には彼の主要な思想の一つである「アウラ」（オーラ）の概念が著されている。後述「主要概念」を参照。

### 『写真小史』
この論文は19世紀の写真家ウジェーヌ・アジェ(Jean-Eugène Atget)の古いパリの写真を元に彼の写真論が展開されている。内容は『複製技術時代の芸術』と若干重複する箇所もある。

### 『パサージュ論』
『パサージュ論』は長らく準備していながらも未完に終わった大部の著作のためのノートを中心とした草稿群である。内容としては数ページにわたる当時の著書からの引用が多くを占め、ベンヤミン自身の随想が合間に語られる。項目ごとに分類されており、本文の並び方はある程度まとまってはいるものの、草稿の域を出ない、段落単位の断片的な記述や引用が続く。一つの著作としてのまとまりには欠けるが、19世紀から20世紀におけるパリの町並みの変遷や歴史についての考察が網羅的に記述されている。
第二次世界大戦勃発後、原稿の散逸を恐れてパリ市内の国立図書館に原稿を隠した。このときに原稿を受け取って秘匿に協力したのは、当時国立図書館の司書を務めていたジョルジュ・バタイユである。終戦後に発見されたこれらの原稿はほとんどが出版されているが、他に新たに発見された原稿もある。
なお、ベンヤミンが亡命を試みてスペインへ向かっていたときに、原稿を入れた黒い鞄を肌身離さず持っていたという証言がある。この鞄は見つかっておらず、パサージュ論（の未発見部分）が入っていたのではないかと推測する向きもある。しかし、三島憲一はパリ脱出後にベンヤミンがパサージュ論の執筆を続けていたという手紙なども見当たらないとして、否定的である。

#### 『パサージュ論』の内容
- 概要
  - 「パリ——一九世紀の首都」（ドイツ語草稿、1935年）
  - 「パリ——一九世紀の首都」（フランス語草稿、1939年）
- 覚え書および資料
  - A. パサージュ、流行品店、流行品店員
  - B. モード
  - C. 太古のパリ、カタコンブ、取り壊し、パリの没落
  - D. 倦怠、永遠回帰
  - E. オースマン式都市改造、バリケードの闘い
  - F. 鉄骨建築
  - G. 博覧会、広告、グランヴィル
  - H. 蒐集家
  - I. 室内、痕跡
  - J. ボードレール
  - K. 夢の街と夢の家、未来の空間、人間的ニヒリズム、ユング
  - L. 夢の家、博物館、噴水のあるホール
  - M. 遊歩者
  - N. 認識論に関して、進歩の理論
  - O. 売春、賭博
  - P. パリの街路
  - Q. パノラマ
  - R. 鏡
  - S. 絵画、アール・ヌーヴォー、新しさ
  - T. さまざまな照明
  - U. サン・シモン、鉄道
  - V. 陰謀、同業職人組合
  - W. フーリエ
  - X. マルクス
  - Y. 写真
  - Z. 人形、からくり
  - a. 社会運動
  - b. ドーミエ
  - d. 文学史、ユゴー
  - g. 株式市場、経済史
  - i. 複製技術、リトグラフ
  - k. コミューン
  - l. セーヌ河
  - m. 無為
  - p. 人間学的唯物論、宗派の歴史
  - r. 理工科学校
- 「土星の輪または鉄骨建築」（1928年-1929年）
- 初期のメモ[注釈 2]
  - 「パリのパサージュI (Aº - Qº)」（1927年-1930年？）
- 初期の草稿[注釈 3]
  - 「パサージュ」（1927年）
  - 「パリのパサージュII (aº - hº)」（1928年-1929年）

## 著作（訳書)
- 『ヴァルター・ベンヤミン著作集』（晶文社、1969年 - 1975年）
  - 1巻「暴力批判論」
  - 2巻「複製技術時代の芸術」
  - 3巻「言語と社会」
  - 4巻「ドイツ・ロマン主義」
  - 5巻「ゲーテ親和力」
  - 6巻「ボードレール」
  - 7巻「文学の危機」
  - 8巻「シュルレアリスム」
  - 9巻「ブレヒト」
  - 10巻「一方通交路」
  - 11巻「都市の肖像」
  - 12巻「ベルリンの幼年時代」
  - 13巻「新しい天使」
  - 14巻「書簡（1）1910-1928」
  - 15巻「書簡（1）1929-1940」
- 『複製技術時代の芸術』（紀伊國屋書店、1969年／晶文社、新版1999年）
- 『ドイツ悲劇の根源』（法政大学出版局、1975年）
  - 別訳版『ドイツ悲劇の根源』ちくま学芸文庫（上下）、1999年
  - 別訳版『ドイツ悲哀劇の根源』 講談社文芸文庫、2001年
- 『教育としての遊び』（晶文社、1981年）
- 『モスクワの冬』（晶文社、1982年）
- 『ドイツの人びと』（晶文社、1984年）
- 『子どものための文化史』（晶文社、1988年／平凡社ライブラリー、2008年）
- 『来たるべき哲学のプログラム』（晶文社、1992年）
- 『陶酔論』（晶文社、1992年）
- 『呼ぶ者と聴く者　三つの放送劇』（西田書店、1989年）、ラジオ放送
- 『ボードレール他五篇——ベンヤミンの仕事』（岩波文庫、1994年）
- 『暴力批判論他十篇——ベンヤミンの仕事』（岩波文庫、1994年）
- 『パサージュ論』（岩波書店、1993年／岩波現代文庫、2003年／岩波文庫、2020-2021年）
  - 1巻「パリの原風景」
  - 2巻「ボードレールのパリ」
  - 3巻「都市の遊歩者」
  - 4巻「方法としてのユートピア」
  - 5巻「ブルジョアジーの夢」
- 『ベンヤミン・コレクション』（ちくま学芸文庫）- 訳者は浅井健二郎・久保哲司ほか
  - 1巻「近代の意味」（1995年）
  - 2巻「エッセイの思想」（1996年）
  - 3巻「記憶への旅」（1997年）
  - 4巻「批評の瞬間」（2007年）
  - 5巻「思考のスペクトル」（2010年）
  - 6巻「断片の力」（2012年）
  - 7巻「〈私〉記から超〈私〉記へ」（2014年）
- 『パリ論/ボードレール論集成』（ちくま学芸文庫、2015年）
- 『図説写真小史』（ちくま学芸文庫、1998年）、解説金子隆一
- 『ドイツ・ロマン主義における芸術批評の概念』（ちくま学芸文庫、2001年、復刊2022年）
- 『ベンヤミン・アンソロジー』（河出文庫、2011年）
- 『ベンヤミン メディア・芸術論集』（河出文庫、2021年）、各・山口裕之訳
- 『この道、一方通行』（みすず書房、2014年）
- 『［新訳・評注］ 歴史の概念について』（未來社、2015年）
- 『一九〇〇年ごろのベルリンの幼年時代　翻訳と解説』（春風社、2025年）

### 往復書簡
- 『ベンヤミン／ショーレム往復書簡——1933-1940』山本尤訳（法政大学出版局 叢書・ウニベルシタス、1990年、新装版2025年）
- 『ベンヤミン／アドルノ往復書簡——1928-1940』ヘンリー・ローニツ編

野村修訳（晶文社、1996年／みすず書房 始まりの本（上・下）、2013年）
- 『ヴァルター・ベンヤミン／グレーテル・アドルノ往復書簡——1930-1940』

ローニツ／クリストフ・ゲッデ編（三島憲一・鈴木直・伊藤白訳、みすず書房、2017年）

## 死について
ベンヤミンは第二次世界大戦開始の翌年に、ナチスの追っ手から逃亡中、ピレネーの山中で服毒自殺を遂げたとされてきた。リーザ・フィトコが「ベンヤミンの黒い鞄」を出版したことで、死の直前の状況に関する断片的ではあるが新しい情報が提出され、近年、話題になっている。映画監督David Mauasはドキュメンタリー映画「Who Killed Walter Benjamin？」において、さまざまな人にインタビューをし、自殺というのはありえないとする証言を多く引き出してる。暗殺説もあるが、では誰が何のために暗殺したのかは特定されたわけではなく、いまだ真相は不明である。

## 主要概念

### アウラ
ヴァルター・ベンヤミンが『写真小史』や『複製技術時代の芸術作品』で定義した概念。ベンヤミンは、写真や複製技術時代の芸術作品においてはアウラが凋落すると指摘している。そのアウラの内容については、「エロス的な欲情を喚起するような対象が発するものであり、幼年期に特有の至福の神的経験において現れる対象がもっているような性質」、「われわれが芸術文化にたいして抱く一種の共同幻想」、「同一の時空間上に存在する主体と客体の相互作用により相互に生じる変化、及び相互に宿るその時間的全蓄積」等、様々な学説が提出されている。

## 関連文献
- リーザ・フィトコ 『ベンヤミンの黒い鞄　亡命の記録』（野村美紀子訳、晶文社、1993年、ISBN 4794961219）
- テオドール・W.アドルノ 『ヴァルター・ベンヤミン』（大久保健治訳、晶文社、2006年）
- 三島憲一 『ベンヤミン―破壊・収集・記憶』（現代思想の冒険者たち09：講談社、1998年／岩波現代文庫、2019年）
- 三原弟平 『ベンヤミンと女たち』（青土社、2003年）
- 仲正昌樹 『ヴァルター・ベンヤミン』（作品社、2011年）
- 柿木伸之 『ヴァルター・ベンヤミン　闇を歩く批評』（岩波新書、2019年）
- 『ベンヤミン　救済とアクチュアリティ』（河出書房新社<KAWADE道の手帖>、2006年）
- 『ベンヤミン　BEGINNERS』（ハワード・ケイギルほか、久保哲司訳、ちくま学芸文庫、2009年）
- 野村修 『ベンヤミンの生涯』（平凡社選書、1977年／平凡社ライブラリー、1994年）
- ゲルショム・ショーレム『わが友ベンヤミン』（野村修訳、晶文社、1978年）
- 『ブレヒトの思い出』（法政大学出版局、1973年、新版1986年）- ベンヤミン他の論考
- ハンナ・アーレント 『暗い時代の人々』（阿部斉訳、河出書房新社／ちくま学芸文庫、2005年）- ベンヤミン回想
- 『ユダヤにおける政治神学：W・ベンヤミンとG・ショーレム』 （E. ジェイコブソン、神戸・ユダヤ文化研究会, 機関誌『港』、2000年）． Eric Jacobson, Metaphysics of the Profane. The political Theology of Walter Benjamin and Gershom Scholem. New York: Columbia University Press, 2003.
- 秋丸知貴「ヴァルター・ベンヤミンの『アウラ』概念について」『美術評論＋』2023年6月27日公開。
- 秋丸知貴「ヴァルター・ベンヤミンの『アウラの凋落』概念について」『美術評論＋』2024年7月11日公開。
- 秋丸知貴「ヴァルター・ベンヤミンの『感覚的知覚の正常な範囲の外側』の問題について」『美術評論＋』2024年7月21日公開。
- 秋丸知貴「ヴァルター・ベンヤミンの芸術美学――『自然との関係における美』と『歴史との関係における美』」『美術評論＋』2024年7月21日公開。
- 秋丸知貴「ヴァルター・ベンヤミンの複製美学――『複製技術時代の芸術作品』再考」『美術評論＋』2024年7月21日公開。